# Profronde van Almelo
De Profronde van Almelo is een criterium dat sinds 1983 wordt georganiseerd in de binnenstad van Almelo. Sinds 2008 is er ook een wedstrijd voor vrouwen.

## Historie
Waar de Profronde in de beginjaren nog op woensdagen werd gereden, wordt ze tegenwoordig gehouden op de laatste vrijdag van augustus of de eerste vrijdag van september. In de serie van criteriums die na de Ronde van Frankrijk in Nederland worden georganiseerd is de Profronde van Almelo een van de laatste.
Vanaf het begin was er al veel belangstelling voor de koers; onder meer door het succes van enkele Twentse wielrenners, zoals winnaars Gerard Veldscholten (1983), Hennie Kuiper (1985) en Jos Lammertink (1986). Ook tourwinnaars Joop Zoetemelk en Laurent Fignon stonden in Almelo aan de start.
Oprichter van de organiserende stichting Profronde Almelo is Harry Nijhuis, die als "Mister Profronde" bekendstaat. De stichting wist ook enkele etappes van de Ronde van Nederland naar Almelo te halen.
Naast het wielrennen is het randprogramma van de Profronde een grote publiekstrekker. Er is  veel belangstelling voor de bands die op podia verspreid over de pleinen van de binnenstad te zien zijn.
Over de geschiedenis van de Profronde van Almelo is een boek geschreven door Ewald Oude Steenhof, getiteld 'De fiets kan het niet helpen'. De titel is afkomstig van een uitspraak van Peter Post.

## Mannen

### Erepodia vanaf 2000
2024
- 1.  Ramon Sinkeldam
- 2.  Bart Lemmen
- 3.  Arvid de Kleijn

2023
- 1.  Fabio Jakobsen
- 2.  Koen Bouwman
- 3.  Pim Ronhaar

2022
- 1.  Nikki Terpstra - Team TotalEnergies
- 2.  Koen Bouwman - Team Jumbo-Visma
- 3.  Lars van der Haar - Baloise Trek Lions

2019
- 1.  Mike Teunissen - Team Jumbo-Visma
- 2.  Koen de Kort - Trek-Segafredo
- 3.  Maurits Lammertink - Roompot-Charles

2018
- 1.  Antwan Tolhoek - Team LottoNL-Jumbo
- 2.  Niki Terpstra - Quick-Step
- 3.  Bram Tankink - Team LottoNL-Jumbo

2017
- 1.  Bauke Mollema - Trek-Segafredo
- 2.  Bram Tankink - Team LottoNL-Jumbo
- 3.  Albert Timmer - Team Sunweb

2016
- 1.  Dylan Groenewegen - Team LottoNL-Jumbo
- 2.  Maurits Lammertink - Roompot-Oranje Peloton
- 3.  Stef Clement - IAM Cycling

2015
- 1.  Lars Boom - Astana Pro Team
- 2.  Maurits Lammertink - Team Roompot
- 3.  Bram Tankink - Team LottoNL-Jumbo

2014
- 1.  Tom Veelers - Giant-Shimano
- 2.  Danny van Poppel - Trek Factory Racing
- 3.  Lieuwe Westra - Astana Pro Team

2013
- 1.  Danny van Poppel - Vacansoleil-DCM
- 2.  Tom Dumoulin - Argos-Shimano
- 3.  Tom-Jelte Slagter - Belkin Pro Cycling Team

2012
- 1.  Maarten Tjallingii - Rabobank
- 2.  Stijn Devolder - Vacansoleil-DCM
- 3.  Joost Posthuma - RadioShack-Nissan-Trek

2011
- 1.  Rob Ruijgh - Vacansoleil-DCM
- 2.  André Greipel - Omega Pharma-Lotto
- 3.  Samuel Sanchez - Euskaltel-Euskadi

2010
- 1.  Samuel Sanchez - Euskaltel-Euskadi
- 2.  Lars Boom - Rabobank
- 3.  Albert Timmer - Skil-Shimano

2009
- 1.  Mark Cavendish - Team HTC-Columbia
- 2.  Alessandro Petacchi - Lampre-NGC
- 3.  Tom Veelers - Skil-Shimano

2008
- 1.  Gert Steegmans - Quick-Step
- 2.  Fränk Schleck - Team CSC Saxo Bank
- 3.  Joost Posthuma - Rabobank

2007

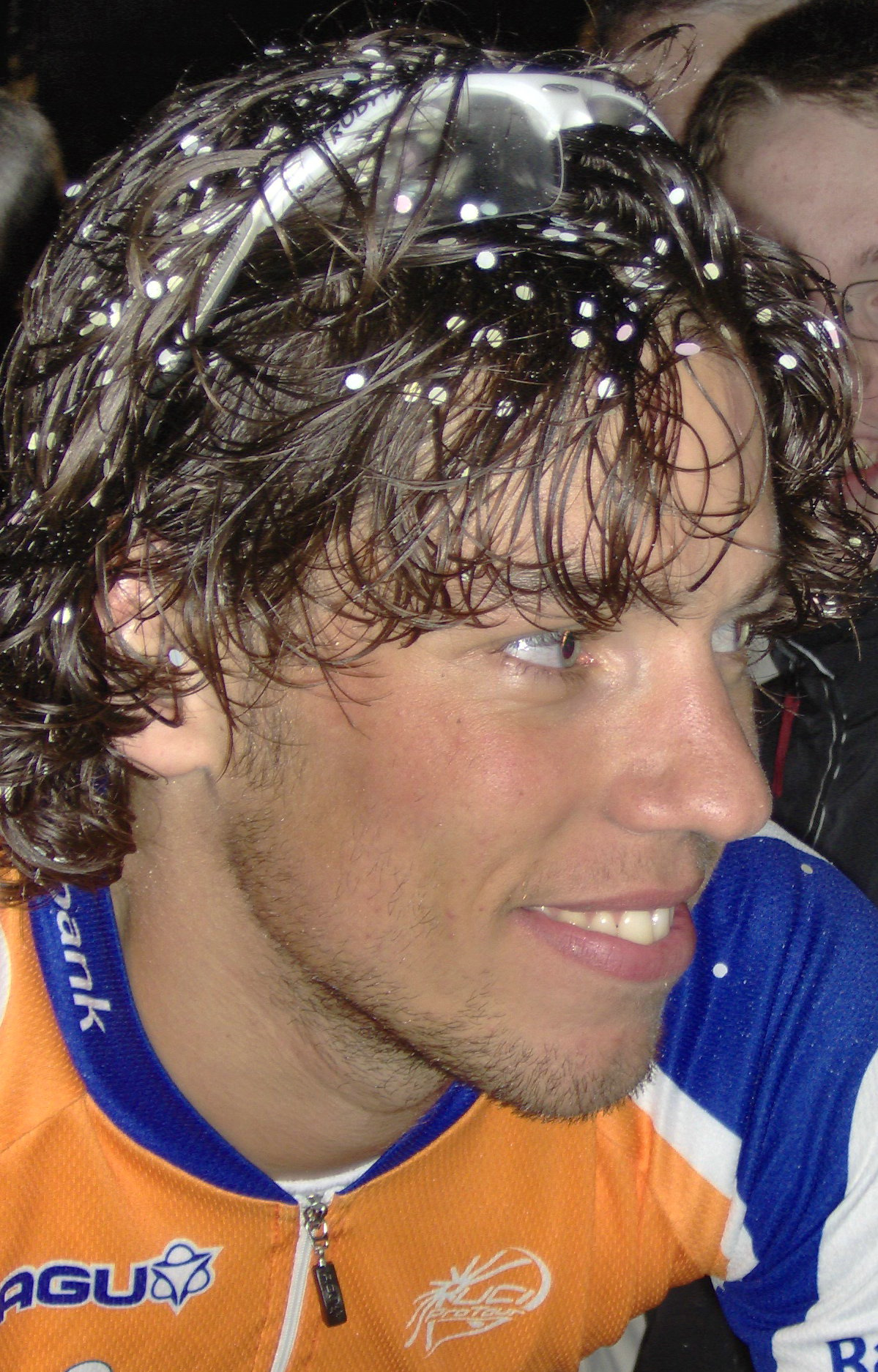
Thomas Dekker na het behalen van de overwinning in 2007

- 1.  Thomas Dekker - Rabobank
- 2.  Robert Hunter - Team Barloworld
- 3.  Danilo Di Luca - Liquigas

2006
- 1.  Joost Posthuma - Rabobank
- 2.  Bram Tankink - Quick-Step-Innergetic
- 3.  Robbie McEwen - Davitamon-Lotto

2005
- 1.  Bram Tankink - Quick-Step-Innergetic
- 2.  Michael Rasmussen - Rabobank
- 3.  Rudie Kemna - Shimano-Memory Corp

2004
- 1.  Paolo Bettini - Quick-Step-Davitamon
- 2.  Erik Dekker - Rabobank
- 3.  Rik Reinerink - Chocolade Jacques-Wincor Nixdorf

2003
- 1.  Rik Reinerink - Bankgiroloterij-Batavus
- 2.  Servais Knaven - Quick-Step-Davitamon
- 3.  Bradley McGee - FDJeux.com

2003 Aankomst Profronde van Nederland etappe Apeldoorn-Almelo
- 1.  Allesandro Petacchi

2002
- 1.  Johan Museeuw - Domo-Farm Frites
- 2.  Erik Dekker - Rabobank
- 3.  Marcel Luppes - AXA Cycling Team

2001
- 1.  Ludo Dierckxsens - Lampre-Daikin
- 2.  Stuart O'Grady - Crédit Agricole
- 3.  Rudi Kemna - Batavus-Bankgiroloterij

2000
- 1.  Servais Knaven - TVM-Farm Frites
- 2.  Erik Zabel - Team Deutsche Telekom
- 3.  Jeroen Blijlevens - Team Polti

### Winnaars 1983 - 1999
- 1983:  Gerard Veldscholten
- 1984:  Seán Kelly
- 1985:  Hennie Kuiper
- 1986:  Jos Lammertink
- 1987:  Marc Sergeant (als etappe in de Ronde van Nederland)
- 1988:  Wim Arras (als etappe in de Ronde van Nederland)
- 1989:  Laurent Fignon
- 1990:  Peter Pieters
- 1991:  Gerard Veldscholten
- 1992:  Vjatsjeslav Jekimov
- 1993:  Gerrit de Vries
- 1994:  Erwin Nijboer
- 1995:  Max van Heeswijk
- 1996:  Erik Dekker
- 1997:  Tom Steels
- 1998:  Robbie McEwen
- 1999:  Maarten den Bakker

### Andere bekende deelnemers
| - Léon van Bon - Michael Boogerd - Bart Brentjens - Erik Breukink - Mario Cipollini - Bo Hamburger | - Tristan Hoffman - Andy Schleck - Ján Svorada - Richard Virenque - Bart Voskamp - Marc Wauters |

## Vrouwen
| Editie | 1e              | 2e             | 3e                    |
| ------ | --------------- | -------------- | --------------------- |
| 2012   | Marianne Vos    | Ellen van Dijk | Kimberly van den Berg |
| 2010   | Arenda Grimberg | Loes Gunnewijk | Marianne Vos          |
| 2009   | Chantal Beltman | Marianne Vos   | Kirsten Wild          |
| 2008   | Arenda Grimberg | Andrea Bosman  | Catharina Mulders     |